# Herbert de Souza
Herbert de Souza (1935. november 13. – 1997. augusztus 9.) brazil szociológus. Ő az alapítója Brazília történetének legnagyobb polgári kezdeményezésének. Irányítása alatt szegény emberek millióit juttatták ételhez, és regisztrálták a hatóságok.
Öccse az illusztrátor Henfil volt. A Betinho néven ismert Souza testvéréhez hasonlóan ő is az AIDS-fertőzéssel összefüggésben hunyt el.